# Mormoscopa
 (mai 2020).
Genre
Mormoscopa est un genre de lépidoptères (papillons) de la famille des Erebidae et de la sous-famille des Herminiinae. Ses espèces se rencontrent en Australie.

## Liste des espèces
Selon FUNET Tree of Life (31 mai 2020) :
- Mormoscopa sordescens (Rosenstock, 1885)
- Mormoscopa phricozona (Turner, 1902)